# Sophie Thompson
Sophie Thompson (Paddington, 20 de enero de 1962) es una actriz británica. Es hermana menor de la actriz Emma Thompson e hija de la actriz escocesa Phyllida Law y del actor inglés Eric Thompson.

## Carrera actoral
Actuó en la película Emma (adaptación de la novela homónima de Jane Austen) en el papel de la señorita Bates, así como en la película Cuatro bodas y un funeral, y en Relative Values como Moxie, papel por el que obtuvo una nominación. Además, interpretó el pequeño papel de Mafalda Hopkirk en Harry Potter y las Reliquias de la Muerte: parte 1.

## Vida personal
Estuvo casada desde 1995 hasta el 2015 con el actor Richard Lumsden, con quien tuvo dos hijos. Actualmente vive en Londres.